# Bilczów
Bilczów – wieś w Polsce, położona w województwie świętokrzyskim, w powiecie buskim, w gminie Busko-Zdrój.
W latach 1975–1998 miejscowość administracyjnie należała do województwa kieleckiego.

## Integralne części wsi
| SIMC    | Nazwa        | Rodzaj    |
| ------- | ------------ | --------- |
| 0231432 | Dwór         | część wsi |
| 0231449 | Nowy Bilczów | część wsi |
| 0231455 | Zagórze      | część wsi |

## Historia

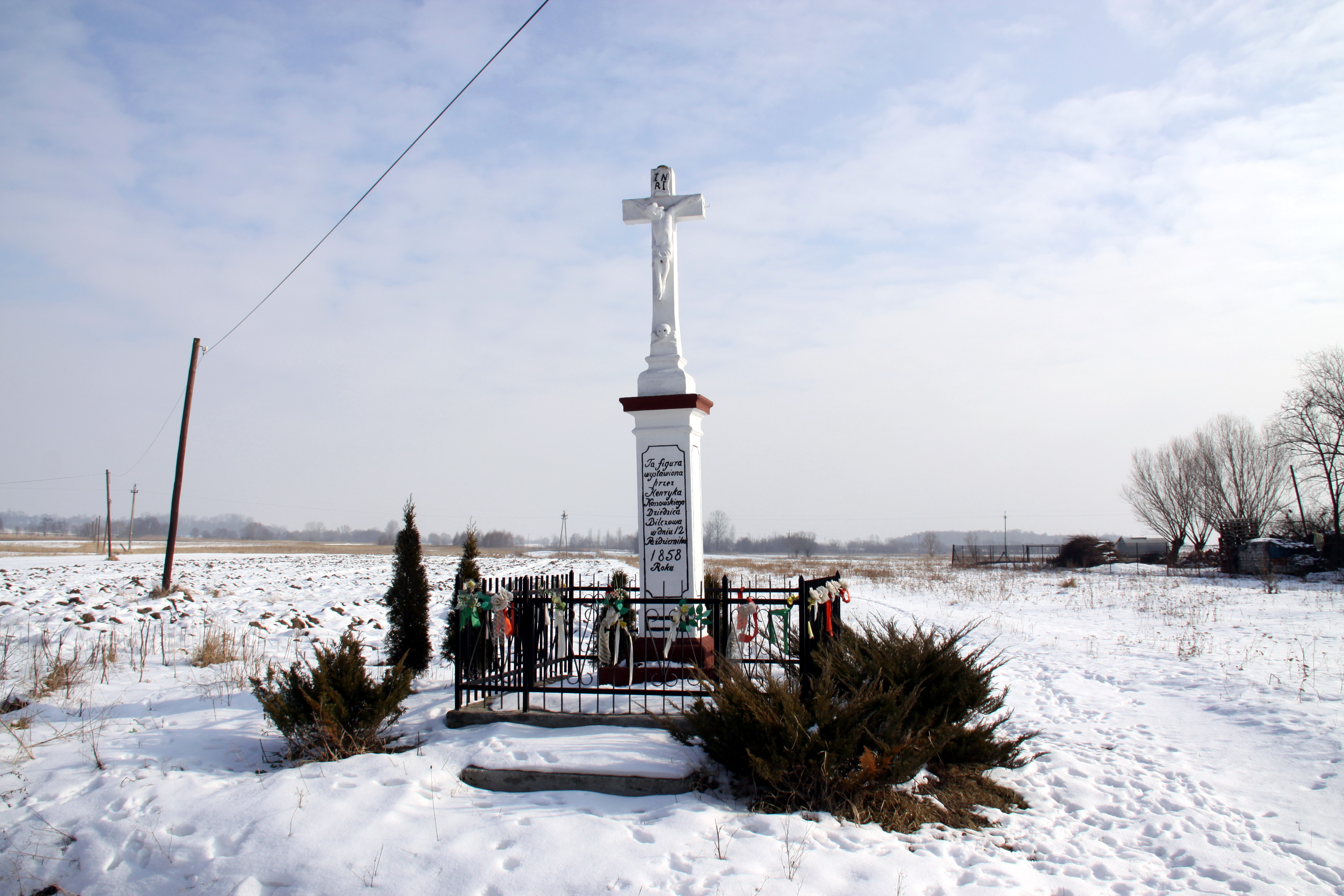
Krzyż przydrożny ufundowany 12 października 1858 r. przez dziedzica wsi Henryka Kossowskiego

Bilczów u Długosza występuje jako „Byelczow”, wieś w powiecie stopnickim. W połowie XV wieś ma 6{\displaystyle {\tfrac {1}{2}},} łana kmiecego i karczmę z rolą.
Dziesięcinę wartości do 6 grzywien pobiera kustosz wiślicki. Dwór i role dworskie dawały przedtem dziesięcinę plebanowi w Chotlu (Chotel Czerwony), lecz nieprawnie przeniesiono ją do kościoła w Michałowie. (Jan Długosz L.B., II, 372, 384).
W wieku XIX Bilczów był wsią w powiecie stopnickim, gminie Olganów i parafii Chotel Czerwony.
W roku 1827 według spisu we wsi było 22 domy i 150 mieszkańców.